# Stalag Riddim
Der Stalag Riddim ist einer der bekanntesten Riddims der Reggaemusik. Insgesamt wurden 293 offizielle Songs auf diesem Riddim gesungen bzw. getoastet. Außerdem existieren diverse Remixe und inoffizielle Versionen. Viele bekannte Reggae- und Dancehall-Künstler haben ein oder sogar mehrere Songs damit veröffentlicht u. a. Barrington Levy, Cocoa Tea, Buju Banton und Yellowman.

## Beschreibung
Das Instrumental ist ein langsames minimal gehaltenes Dub-Stück. Taktgebend ist dabei eine Melodie eines Kontrabass. Begleitet wird die Melodie von einem nass und hölzern wirkenden Schlagzeug. Außerdem wird das ganze begleitet von einer, nicht ständig anwesenden, Melodie eines dominanten und mehreren begleitenden Saxophonen. Diese Melodie leitet auch das Intro ein. In den vielen existierenden Versionen kommen zum Teil zusätzliche Instrumente, Melodien und Töne zum Einsatz.

## Geschichte
Das Original wurde 1973 von Winston Riley produziert. Im selben Jahr erschien der erste Song auf den Riddim mit dem Namen „Stalag 17“ von der Band Techniques auf dem gleichnamigen Label. In den Siebzigern erschienen in den Jahren 1975 und 1976 nur noch zwei weitere Songs. Einer davon war die Single „Jim Squashey“ von Big Youth. 1980 und 1982 erschienen jeweils drei Songs und 1983 zwei Songs von bekannten Künstlern wie z. B. Ranking Joe und Yellowman. Ab 1984 dann erlangte der Riddim eine große Beliebtheit. Zwischen 1984 und 1986 erscheinen 50 offizielle Versionen. Davon 36 allein im Jahr 1985. Ein Song davon ist eine Jazzversion, produziert vom jamaikanischen Saxophonisten Dean Fraser, mit dem Namen „Sax Excursion“. Nach einem Jahr ohne Veröffentlichungen und nur zwei im Jahr 1988 erscheinen zwei Jahre darauf elf Versionen auf verschiedenen Labels von verschiedenen Künstlern u. a. von Tenor Saw, Mad Cobra und Shabba Ranks. Bis 1995 erscheinen jedes Jahr mehrere Singles auf diesem Riddim. Der Künstler Cocoa Tea veröffentlicht 1994 gleich drei Songs auf den Stalag Riddim. Nachdem 1996 kein Song erschienen ist nahm die Beliebtheit des Riddims abermals ab. Es erschienen jedoch weiterhin vereinzelt Songs bis im Jahr 2000 auf verschiedenen Labels nochmal insgesamt 31 Stücke veröffentlicht wurden. Darunter Songs wie „Nightfall“ von Marcia Griffiths, „Azanido“ von Sizzla und „Give Thanks“ von Junior Reid. In den letzten Jahren bis 2010 erschienen immer wieder in einzelnen Jahren vermehrt Veröffentlichungen statt. zuletzt erschienen 2010 ein Album auf dem Label Jukebox mit 12 neuen Songs von verschiedenen Künstlern.

## Bekannte Künstler (Auswahl)
| Interpret           | Titel                                         | Label                            | Jahr        |
| ------------------- | --------------------------------------------- | -------------------------------- | ----------- |
| Winston Riley       | Stalag Riddim (Original Song)                 | Techniques                       | 1973        |
| Techniques          | Stalag 17 (Erster Song)                       | Techniques                       | 1973        |
| Big Youth           | Jim Squashey                                  | White Label                      | 1975        |
| Barrington Levy     | Rock And Come In                              | Volcano                          | 1980        |
| Prince Far I        | The Vision                                    | White Label                      | 1980        |
| Ranking Joe         | Christine                                     | Volcano                          | 1980        |
| Sister Nancy        | Bam Bam                                       | Techniques                       | 1982        |
| Yellowman & Fathead | One Yellow Man Ina The Yard                   | Hit Bound                        | 1982        |
| Dub Mad Professor   | D. J. Choice                                  | Ariwa                            | 1983        |
| Macka B             | Bible Reader                                  | Fashion                          | 1984        |
| Sugar Minott        | Everybody Got To Know / Long Distant Runner   | Youth Promotion / Run Things     | 1984 / 2000 |
| Dean Fraser         | Sax Excursion                                 | Jammys                           | 1985        |
| Frankie Paul        | Merry Christmas                               | Tuff Gong                        | 1985        |
| King Jammy          | Stalag Instrumental / Rub A Dub Version       | Jammys                           | 1985        |
| Nitty Gritty        | Good Morning Teacher / We Three Kings         | Tuff Gong / Jammys               | 1985        |
| Tenor Saw           | Ring The Alarm / Fever                        | Techniques / White Label         | 1985 / 1988 |
| I-Roy               | Run Come                                      | 10 Roosevelt Ave                 | 1986        |
| Mad Cobra           | Mr. Wicked In Bed / Tight Underneath          | White Label                      | 1990        |
| Shabba Ranks        | Roots And Culture                             | Digital B                        | 1990        |
| Jigsy King          | Cock Up & Ride / Sound A Go Dead              | John John / Two Tough            | 1993        |
| Papa San            | Africans                                      | White Label                      | 1993        |
| Cocoa Tea           | Love Me / Magnet To Steel / We Do The Killing | Xterminator / Digital B          | 1994        |
| Dillinger           | Cocaine                                       | White Label                      | 1994        |
| Junior Reid         | Dreadlocks In The White House                 | White Label                      | 1994        |
| Bounty Killer       | Gun Down / Soundboy Fi Dead                   | Techniques / Wings International | 1995 / 2008 |
| Gregory Isaacs      | Dapper Slapper                                | White Label                      | 1995        |
| Tanya Stephens      | 1 1 9                                         | Hot Wax                          | 1997        |
| Beres Hammond       | Do You Pray                                   | The Don Son                      | 2000        |
| Buju Banton         | Mama Rule                                     | Gargamel Records                 | 2000        |
| Freddie McGregor    | No Defeat                                     | The Don Son                      | 2000        |
| Marcia Griffiths    | Nightfall                                     | White Label                      | 2000        |
| Morgan Heritage     | Let Jah Be The Guide                          | Run Things                       | 2000        |
| Sizzla              | Azanido / Holding Firm                        | Run Things / Wings International | 2000 / 2008 |
| St Germain          | La Goutte D’Or                                | White Label                      | 2000        |
| Bling Dawg          | Softers                                       | Crib                             | 2004        |
| Lutan Fyah          | Dem Guilty                                    | Togetherness                     | 2006        |
| Turbulence + Sascha | Give It To Har                                | Togetherness                     | 2006        |
| Assassin            | Bam Bam                                       | Juke Boxx                        | 2010        |
| Busy Signal         | Call The Hearse / Dun Wid Dem / High Grade    | Juke Boxx                        | 2010        |
| Demarco             | Skull Inna Belly                              | Juke Boxx                        | 2010        |
| Elephant Man        | Man Yuh Nah Deal Wid Love                     | Juke Boxx                        | 2010        |